# 坂寄晴一
坂寄 晴一（さかより せいいち、1990年4月5日 - ）は、茨城県鉾田市出身の元プロ野球選手（投手）、警察官。左投左打。

## 経歴

### プロ入り前
茨城県立鉾田第一高校から国士舘大学へ進学。2年生の時に東都大学野球リーグ・春季リーグでの国学院大戦（4月7日）で先発登板し、8回2/3を投げ無失点の成績で、チームに15年ぶりの同リーグ1部での勝利をもたらした。3年春の入替戦初戦で先発するも敗戦投手となり、結局降格。秋以降は2部リーグで4年秋は最下位となるが3部との入替戦では2戦とも先発して勝利投手で2戦目は完封。1部リーグ通算、17試合1勝5敗、防御率2.94。
JR東日本での2年目の2014年、5月10日に行われた巨人の二軍との交流戦に先発、5回を投げて1人のランナーも出さなかった（パーフェクトピッチング）。第85回都市対抗野球大会では3回戦において救援で1/3回を投げ無失点だった。
10月23日に行われたプロ野球ドラフト会議でオリックス・バファローズに6巡目で指名され、契約金3,000万円、年俸1,000万円（金額は推定）という条件で合意し、入団。背番号は43に決まった。
11月に行われた第40回社会人野球日本選手権大会ではトヨタ自動車戦に先発登板し、5回を投げ被安打0、自責点0だったがチームは敗れた。

### オリックス時代
2015年、9月30日に出場選手登録され、同日の対埼玉西武ライオンズ戦の9回表に7番手でプロ初登板し、2/3回を投げ被安打2、奪三振1、与四球1、2失点だった。結局、一軍公式戦への登板機会はこの試合のみだった。ウエスタン・リーグ公式戦には29試合に登板し、2勝4敗、防御率4.42という成績だった。
2016年にはウエスタン・リーグ公式戦37試合に登板し、1勝0敗、防御率4.50の成績だったが、一軍公式戦への登板機会はなかった。10月2日に球団から戦力外通告を受けた。11月12日に阪神甲子園球場で開催された12球団合同トライアウトに参加し、打者3人に対して投げ全て打ち取った。12月2日付で自由契約選手となった。

### オリックス退団後
2017年8月に警察官採用試験に合格し、10月から初任科生として兵庫県警察学校に入校。2018年4月より兵庫県内の交番にて勤務する予定で、同県警が運営する社会人野球・クラブチームの兵庫県警硬式野球部県警桃太郎でプレーしていた。同チームにとっては、初のプロ経験者だった。

## 選手としての特徴・人物
最速142km/hのストレート、変化球はカーブ、スライダー、カットボール、チェンジアップ、フォークなど多彩で、制球力に定評がある。

## 詳細情報

### 年度別投手成績
| 年 度     | 球 団      | 登 板 | 先 発 | 完 投 | 完 封 | 無 四 球 | 勝 利 | 敗 戦 | セ 丨 ブ | ホ 丨 ル ド | 勝 率 | 打 者 | 投 球 回 | 被 安 打 | 被 本 塁 打 | 与 四 球 | 敬 遠 | 与 死 球 | 奪 三 振 | 暴 投 | ボ 丨 ク | 失 点 | 自 責 点 | 防 御 率 | W H I P |
| --------- | ---------- | ----- | ----- | ----- | ----- | -------- | ----- | ----- | -------- | ----------- | ----- | ----- | -------- | -------- | ----------- | -------- | ----- | -------- | -------- | ----- | -------- | ----- | -------- | -------- | ------- |
| 2015      | オリックス | 1     | 0     | 0     | 0     | 0        | 0     | 0     | 0        | 0           | .000  | 5     | 0.2      | 2        | 0           | 1        | 0     | 0        | 1        | 0     | 0        | 2     | 2        | 27.00    | 4.50    |
| 通算：1年 | 通算：1年  | 1     | 0     | 0     | 0     | 0        | 0     | 0     | 0        | 0           | .000  | 5     | 0.2      | 2        | 0           | 1        | 0     | 0        | 1        | 0     | 0        | 2     | 2        | 27.00    | 4.50    |

### 年度別守備成績
| 年 度 | 球 団      | 投手  | 投手  | 投手  | 投手  | 投手  | 投手     |
| 年 度 | 球 団      | 試 合 | 刺 殺 | 補 殺 | 失 策 | 併 殺 | 守 備 率 |
| ----- | ---------- | ----- | ----- | ----- | ----- | ----- | -------- |
| 2015  | オリックス | 1     | 0     | 0     | 0     | 0     | ----     |
| 通算  | 通算       | 1     | 0     | 0     | 0     | 0     | ----     |

### 記録
- 初登板：2015年9月30日、対埼玉西武ライオンズ24回戦（京セラドーム大阪）、9回表1死に7番手で救援登板、2/3回2失点
- 初奪三振：同上、永江恭平から空振り三振

### 背番号
- 43 （2015年 - 2016年）